# Trachyteuthis
Trachyteuthis is een geslacht van uitgestorven mollusken, dat leefde tijdens het Laat-Jura.

## Beschrijving
Deze pijlinktvis had een langwerpig, ovaal rostrum (een inwendig gelegen sigaarvormige structuur van voornamelijk radiair gelaagd calciet), met op beide zijden een zichtbare lob, terwijl op de rugzijde een hoeveelheid groeilijnen waren te zien. De normale lengte van de schelp bedroeg ongeveer vijfentwintig centimeter.

## Leefwijze
Dit carnivore geslacht bewoonde de zeebodem en voedde zich met kreeftachtigen.

## Taxonomie
De taxonomische plaatsing van Trachyteuthis is onzeker. Hoewel vaak toegewezen aan de orde Vampyromorphida, suggereert de ontdekking van versteende snavels van Trachyteuthis in de kalksteen uit het Laat-Jura van Duitsland een nauwe fylogenetische verwantschap met de Octopoda. Het is duidelijk dat het in ieder geval thuishoort in de Coleoidea. Men denkt dat het zeer nauw verwant is aan Teudopsis.

## Verspreiding
Fossielen zijn schaars, maar er is melding gemaakt van de Kimmeridge-klei in het Verenigd Koninkrijk; de Solnhofener kalksteen van Duitsland, afzettingen uit het Jura van Antarctica en afzettingen uit het Oxfordien van Chili.

## Geschiedenis
Voor het eerst beschreven in 1773 als de overblijfselen van een vis, werd Trachyteuthis in 1829 door Rüppell als vergelijkbaar beschouwd met een Sepia-inktvis. In 1846 werd door Meyer een apart geslacht opgericht voor het materiaal. Engels materiaal dat in 1855 werd ontdekt, werd Coccoteuthis latipinnis genoemd; dit werd later synoniem gemaakt met de identieke Solnhofen-afzettingen. Een onderzoek uit 2007 van de museumcollectie wees uit dat er reden was voor de oprichting van drie soorten binnen het geslacht.

## Soorten
- T. hastiformis
- T. latipinnis
- T. nusplingensis
- T. teudopsiformis
- T. covacevichi
- T. chilensis.